# Miklós Holop
Miklós Holop (ur. 2 lutego 1925 w Budapeszcie, zm. 13 listopada 2017 tamże) – węgierski piłkarz wodny. W 1948 w Londynie zajął drugie miejsce. Więcej razy nie startował na Igrzyskach Olimpijskich.